# L'Escouade des ombres
L'Escouade des ombres est une bande dessinée de science-fiction, inspirée par les codes du manga, scénarisée par Alex Nikolavitch et dessinée par Shong Yong. Elle est prépubliée depuis 2007 dans les mensuels Shogun puis Shogun Seinen par les éditions Les Humanoïdes associés.

## Synopsis
Voici comment l'éditeur décrit le livre :
« Pour avoir refusé d’obéir à un ordre inique, un militaire intègre plonge dans une disgrâce qui le conduira à la rédemption par la trahison, dans un contexte de guerre futuriste où la vie humaine n’a plus guère de valeur quand l’enjeu est l’emploi d’armes de terreur à grande échelle. »
L’Escouade des ombres raconte les combats d’un groupe de militaires désabusés et amenés à changer de bord quand ils comprennent qu’ils servaient dans le mauvais camp. Personnage principal, le capitaine Burke est le type même du soldat d’expérience, auquel on demande un jour d’exécuter un groupe de prisonniers. Son refus d’obéissance implique mécaniquement ses subordonnés, qui devront faire un choix difficile entre le crime et la disgrâce.